# 奈良県道・大阪府道703号香芝太子線
奈良県道・大阪府道703号香芝太子線（ならけんどう・おおさかふどう703ごう かしばたいしせん）は、奈良県香芝市から大阪府南河内郡太子町に至る一般県府道である。

## 概要
奈良県香芝市穴虫から大阪府南河内郡太子町大字春日
大阪府内区間では2車線が確保されている一方、奈良県内区間は狭隘な道路で、沿道に採石場があることから大型車両が頻繁に通行することによって、所々陥没している箇所が見られるなど、越県道路としての機能は貧弱なものであったが、近年は整備工事が行われており、2005年（平成17年）8月22日に穴虫峠と西池の間のうち西池を橋で越えるバイパス部が開通した。
2007年（平成19年）11月現在、穴虫峠・屯鶴峯登山口間の拡幅工事が終了。登山口前付近も2007年（平成19年）12月1日より工事開始。
2010年（平成22年）4月末、工事開始から20年以上の年月を経て悲願の完全二車線（片側一車線）化工事完了。

### 路線データ
- 起点：奈良県香芝市穴虫（穴虫南交差点、国道165号交点）
- 終点：大阪府南河内郡太子町大字春日（春日北交差点）
- 総延長：3.5 km（大阪府側：2.3 km、奈良県側：1.2 km）

## 路線状況

### 道路施設

#### 橋梁
- 大阪府
  - 金井戸橋（飛鳥川、南河内郡太子町）

## 地理

### 通過する自治体
- 奈良県
  - 香芝市
- 大阪府
  - 南河内郡太子町

### 交差する道路
| 交差する道路                                | 都道府県名 | 市町村名 | 市町村名 | 交差する場所 | 交差する場所        |
| ------------------------------------------- | ---------- | -------- | -------- | ------------ | ------------------- |
| 国道165号 / 大和高田バイパス                | 奈良県     | 香芝市   | 香芝市   | 穴虫         | 穴虫南交差点 / 起点 |
| 国道166号 / E91 南阪奈道路                  | 大阪府     | 南河内郡 | 太子町   | 大字春日     | 5 太子IC            |
| 大阪府南河内広域農道 / 南河内グリーンロード | 大阪府     | 南河内郡 | 太子町   | 大字春日     | [ 注釈 2 ]          |
| 国道166号                                   | 大阪府     | 南河内郡 | 太子町   | 大字春日     | 春日北交差点 / 終点 |

### 交差する鉄道
- 近鉄南大阪線

### 沿線
- 屯鶴峯
- 牡丹洞
- 叡福寺（聖徳太子廟）

### 峠
- 奈良県
  - 穴虫峠（香芝市 - 大阪府南河内郡太子町）